# Eucalyptus piperita
Eucalyptus piperita là một loài thực vật có hoa trong Họ Đào kim nương. Loài này được Sm. mô tả khoa học đầu tiên năm 1790.

## Hình ảnh

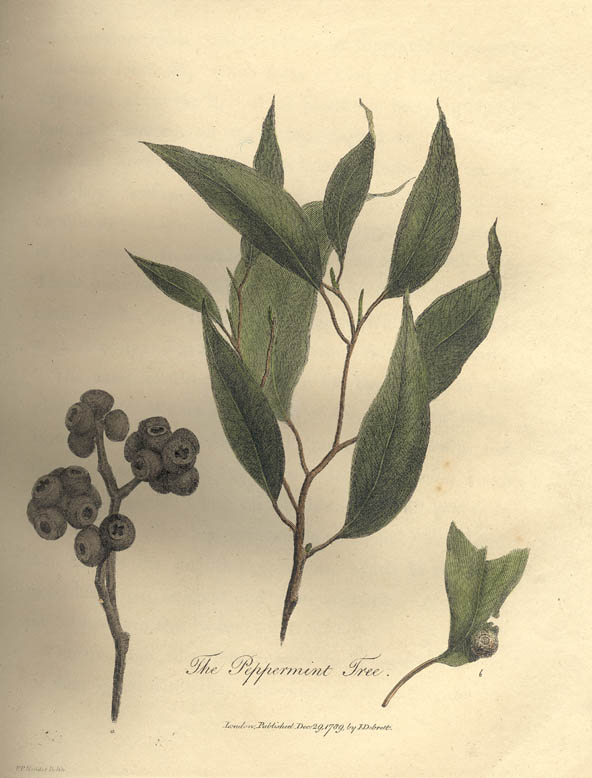